# 湖北省高级人民法院
湖北省高级人民法院是中华人民共和国湖北省的高级人民法院。

## 机构设置

### 内设机构
- 立案庭
- 刑事审判第一庭
- 刑事审判第二庭
- 刑事审判第三庭
- 民事审判第一庭
- 民事审判第二庭
- 民事审判第三庭
- 民事审判第四庭
- 行政审判庭
- 审判监督第一庭
- 审判监督第二庭
- 国家赔偿委员会办公室
- 执行局
- 执行庭
- 办公室
- 政治部
- 纪检组、监察室
- 研究室
- 司法警察总队
- 司法鉴定处
- 司法行政处
- 宣传处
- 离退休干部处
- 直属机关党委

### 事业单位
- 法官进修学院
- 机关服务中心（筹建）[1]

## 历任领导
院长
1. 涂云庵（1949年10月—1955年2月）
2. 钱益民（1955年2月—1958年12月）
3. 杨子明（1958 年12月—1964年9月）
4. 易鹏（1964年9月—1968年1月）
5. 顾万才（1978年1月—1983年4月）
6. 张思卿（1983年4月—1984年4月）
7. 马良（原名刘伯华）（1984年4月—1986年5月）
8. 李其凡（1986年5月—1998年1月）
9. 吴家友（1998年1月—2008年1月）
10. 郑少三（2008年1月—2013年1月）[2]
11. 李静（2013年1月—2019年1月）
12. 游劝荣（2019年1月—）

副院长

## 知名案例
- 2003年，湖北省高级人民法院对光大银行诉武汉市人民政府不履行法定职责案作出一审判决，驳回原告光大银行的诉讼请求。

## 对应中级人民法院/铁路运输中级法院/海事法院
- 湖北省武汉市中级人民法院
- 湖北省随州市中级人民法院
- 湖北省恩施土家族苗族自治州中级人民法院
- 湖北省咸宁市中级人民法院
- 湖北省黄冈市中级人民法院
- 湖北省鄂州市中级人民法院
- 湖北省荆门市中级人民法院
- 湖北省孝感市中级人民法院
- 湖北省宜昌市中级人民法院
- 湖北省荆州市中级人民法院
- 湖北省十堰市中级人民法院
- 湖北省襄阳市中级人民法院
- 湖北省黄石市中级人民法院
- 湖北省汉江中级人民法院
- 中华人民共和国武汉海事法院
- 武汉铁路运输中级法院